# Ectinope spinicollis
Ectinope spinicollis là một loài bọ cánh cứng trong họ Cerambycidae.